# Kutter Crawford
Kutter Crawford (Okeechobee, Florida, 1 de abril de 1996) es un jugador profesional estadounidense de béisbol que se desempeña en la posición de lanzador en Boston Red Sox, equipo de las Grandes Ligas de Béisbol (MLB).

## Carrera
Fue seleccionado en la 16.ª ronda en el Draft de la MLB de 2017. En 2021 hizo su debut profesional con el equipo Boston Red Sox, donde lleva jugando cuatro temporadas.